# Liste der Stolpersteine in Sottrum

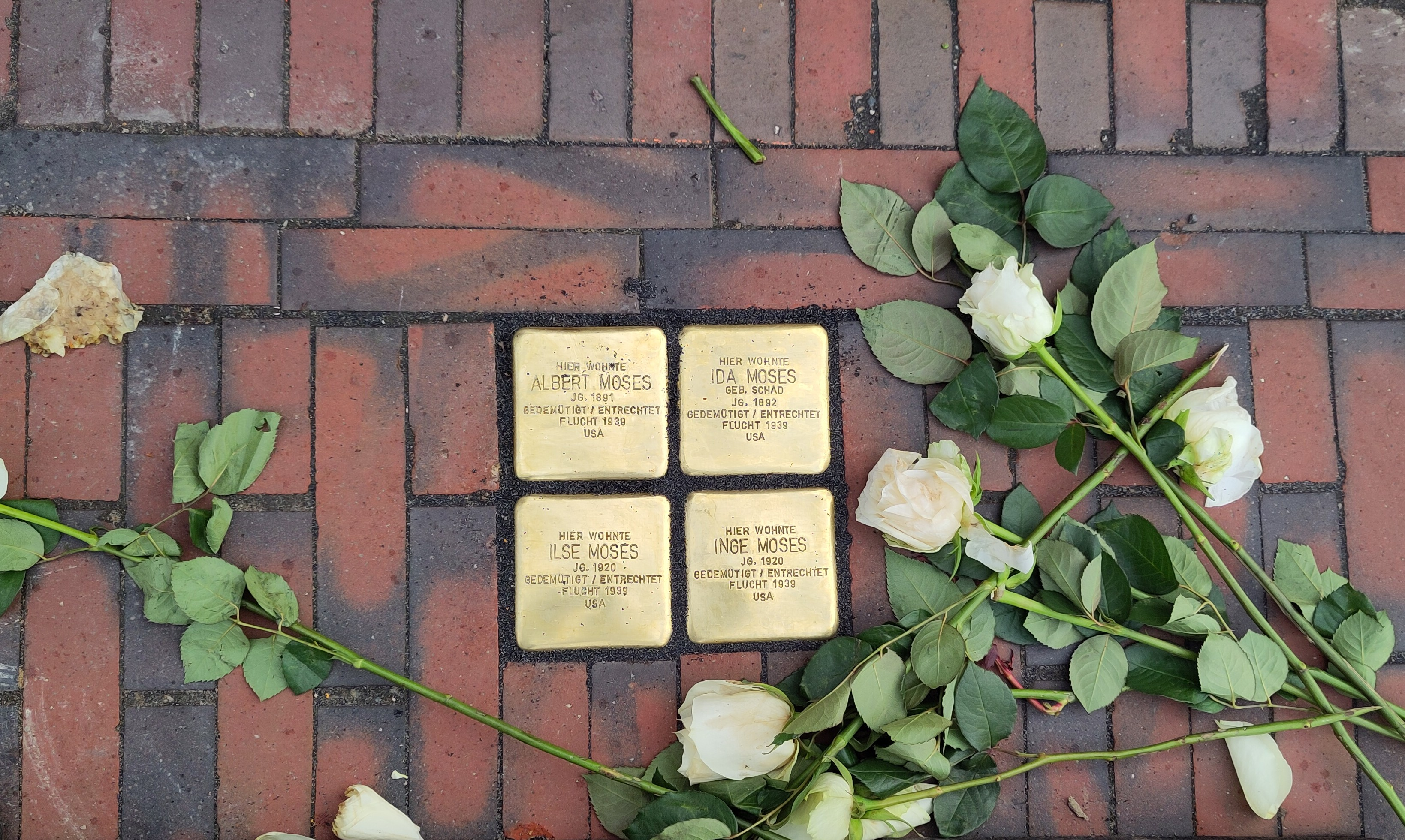
Stolpersteine Große Straße 36

Die Liste der Stolpersteine in Sottrum enthält alle Stolpersteine, die im Rahmen des gleichnamigen Projekts von Gunter Demnig in Sottrum verlegt wurden. Mit ihnen soll an Opfer des Nationalsozialismus erinnert werden, die in Sottrum lebten und wirkten.

## Verlegte Stolpersteine
In Sottrum wurden fünf Stolpersteine an zwei Adressen verlegt.
| Stolperstein | Inschrift                                                                         | Verlegort         | Name, Leben                       |
| ------------ | --------------------------------------------------------------------------------- | ----------------- | --------------------------------- |
|              | HIER WOHNTE ALBERT MOSES JG. 1891 GEDEMÜTIGT / ENTRECHTET FLUCHT 1939 USA         | Große Straße 36 · | Albert Moses (1891-)              |
|              | HIER WOHNTE IDA MOSES GEB. SCHAD JG. 1892 GEDEMÜTIGT / ENTRECHTET FLUCHT 1939 USA | Große Straße 36 · | Ida Moses, geborene Schad (1892-) |
|              | HIER WOHNTE ILSE MOSES JG. 1920 GEDEMÜTIGT / ENTRECHTET FLUCHT 1939 USA           | Große Straße 36 · | Ilse Moses (1920-)                |
|              | HIER WOHNTE INGE MOSES JG. 1920 GEDEMÜTIGT / ENTRECHTET FLUCHT 1939 USA           | Große Straße 36 · | Inge Moses (1920-)                |
|              | HIER WOHNTE RUDOLF MOSES JG. 1883 DEPORTIERT 1941 GHETTO MINSK ERMORDET           | Große Straße 25 · | Rudolf Moses (1883–1941/45)       |

## Verlegedatum
- 23. Februar 2024[1]